# مجلس غریفه
مجلس غریفه (به عربی: مجلس الغریفة) یکی از جاذبه‌های گردشگری دبی ویکی از نقاط دیدنی امارات متحده عربی است که سالیانه تعدادی زیادی از گردشگران از مناطق داخل و خارج امارات به سویش می‌شتابند.
«مجلس الغریفه» در انتهای منطقهٔ جمیرا به پارک کوچکی می‌رسیم که در سال ۱۹۵۵ بنا شده‌است. اینجا در واقع اقامتگاه «تابستانی حاکم وقت شیخ راشد بن سعید آل مکتوم بوده‌است. در آنجا یک ساختمان ساده دو طبقه را مشاهده می‌کنید ساخته شده از گچ، سنگ و مرجان با در و پنجره‌هایی از چوب ساج. طبقه اول این بنا به‌صورت یک ایوان یا رواق می‌باشد. در طبقه دوم، مجلس آن قرار دارد که با فرش‌ها، بالش‌ها، چراغ‌های توری، تفنگ و قوری‌های قهوه تزئین شده‌است. از تراس پشت بام نیز که مشرف به دریا بوده، برای خوابیدن استفاده می‌شده‌است. شهرداری دبی باغی به این مجموعه افزوده‌است که برای آبیاری آن از کانالهای قدیمی
الفلج بهره گرفته می‌شود.